# Kerry Way

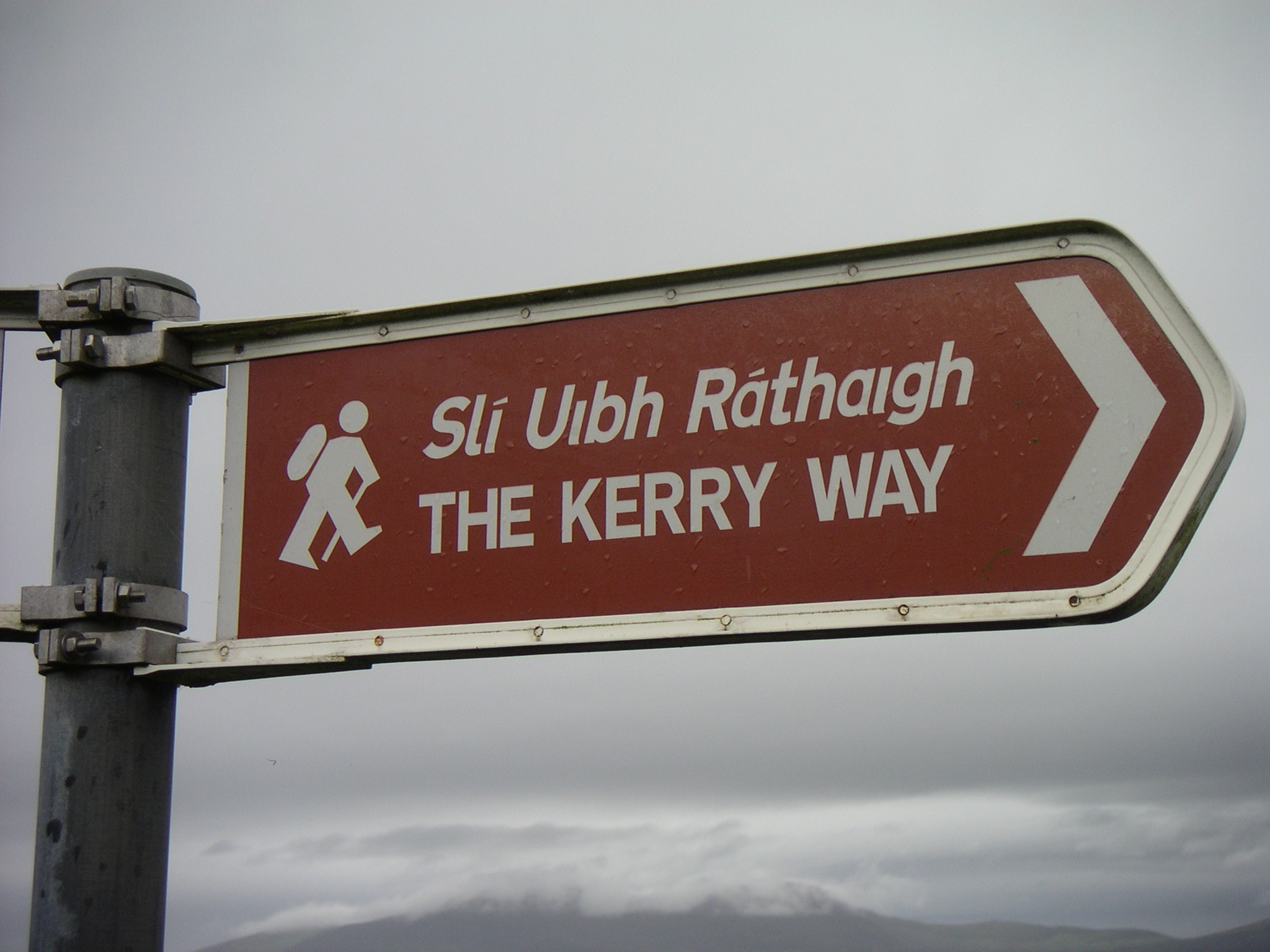

De Kerry Way (Iers: Slí Uíbh Ráthaigh) is een langeafstandswandelpad in Ierland. Het pad werd door het National Trails Office van de Ierse sportbond erkend als National Waymarked Trail. Het bewegwijzerde pad is 214 kilometer lang en loopt in een lus van Killarney tot Killarney.